# Be Yourself
Be Yourself – siódmy album studyjny Michaela Rose’a, jamajskiego wykonawcy muzyki reggae.
Płyta została wydana w roku 1996 przez amerykańską wytwórnię Heartbeat Records. Nagrania zostały zarejestrowane w studiach The Mixing Lab, Main Street oraz Earthmon w Kingston. Ich produkcją zajął się sam wokalista.

## Lista utworów
1. "Rude Boys (Back In Town)"
2. "Hold It Down"
3. "Be Yourself"
4. "Black Maria"
5. "The Juice"
6. "Dummy"
7. "I Love King Selassie"
8. "From Babylon To Timbuktu"
9. "Everything Is Pretty Fine"
10. "It's Beautiful"
11. "Agony"
12. "Guess Who's Coming To Dinner"

## Muzycy
- Newton Simmons – gitara
- Chris Meredith – gitara basowa
- Haldane "Danny" Browne – gitara basowa, perkusja
- Wilburn "Squidley" Cole – perkusja
- Geoffrey Chung – keyboard
- Noel Browne – keyboard
- Robert Lynn – keyboard